# Gymnadenia gabasiana
Gymnadenia gabasiana är en orkidéart som först beskrevs av Herwig Teppner och Erich Klein, och fick sitt nu gällande namn av Herwig Teppner och Erich Klein. Gymnadenia gabasiana ingår i släktet brudsporrar, och familjen orkidéer. Inga underarter finns listade i Catalogue of Life.